# وله اوسو
وله اوسو (انگلیسی: Welle Ossou؛ زادهٔ ۱۱ مارس ۱۹۹۱) بازیکن فوتبال اهل ایتالیا است.
از باشگاه‌هایی که در آن بازی کرده‌است می‌توان به باشگاه فوتبال لیورنو اشاره کرد.